# Дерть (Мінська область)
Дерть (біл. вёска Дзерць) — село в складі Червенського району Мінської області, Білорусь. Село підпорядковане Червенській сільській раді, розташоване в центральній частині області.